# Anobrium fasciatum
Anobrium fasciatum är en skalbaggsart som beskrevs av Maria Helena M. Galileo och Martins 2002. Anobrium fasciatum ingår i släktet Anobrium och familjen långhorningar. Inga underarter finns listade i Catalogue of Life.